# Bernhard Keller
Bernhard Keller (1962) é um matemático suíço, especialista em álgebra. É professor da Universidade Paris VII.
Keller obteve um doutorado em 1990 na Universidade de Zurique, orientado por Pierre Gabriel, com a tese On Derived Categories.
Recebeu o Prêmio Sophie Germain de 2014. Foi palestrante convidado do Congresso Internacional de Matemáticos em Madrid (2006: On differential graded categories). É fellow da American Mathematical Society.

## Publicações selecionadas
- com Idun Reiten: Cluster-tilted algebras are Gorenstein and stably Calabi-Yau, Advances in Mathematics, vol. 211, 2007, pp. 123–151[4]
- Cluster algebras, quiver representations and triangulated categories, Proceedings of the Workshop on Triangulated Categories, Leeds, 2006, Arxiv 2008
- Derived categories and their uses, in M. Hazewinkel (ed.): Handbook of algebra, vol. 1, Elsevier 1996.
- Algèbres amassées et applications, d'après Fomin-Zelevinsky, …, Bourbaki Seminar Number 1014, 2009